# Estheria litoralis
Estheria litoralis là một loài ruồi trong họ Tachinidae.